# 布兰基亚岛
布兰基亚岛（西班牙語：Isla La Blanquilla）一译拉布兰基亚岛，是加勒比海南部背风安的列斯群岛中的一座岛屿，行政上属于委内瑞拉联邦属地管辖。面积64.35平方公里。
外型類似貝殼，該島是著名的旅游胜地。岛上有小型飞机场，乘船也可以到达，有时一些加勒比游轮项目会在布兰基亚岛停靠。除了渔船、海防队和偶尔出现的旅游者，几乎没人会在岛上逗留。
2014年末，因为有传闻委内瑞拉欲用该岛偿还中国500亿美元债，使得布兰基亚岛占据了中国各大媒体的头条，并且在各个网络社区引起激烈的讨论。12月4日，中国外交部发言人华春莹表示，有关委内瑞拉可能转让小岛给中方以偿还贷款的报道没有根据。委内瑞拉驻华大使馆新闻官接受《环球时报》采访时也表示，小岛换贷款报道不实，将调查造谣媒体。

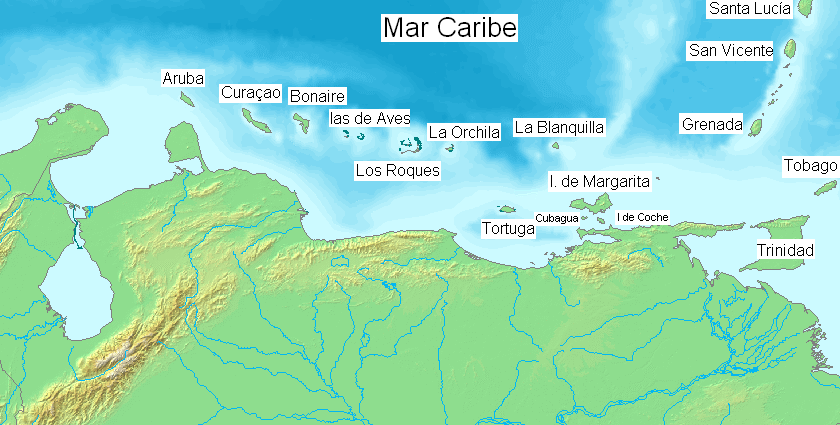
布兰基亚岛 (La Blanquilla)相關位置圖